# Робијате
Робијате (итал. Robbiate) је насеље у Италији у округу Леко, региону Ломбардија.
Према процени из 2011. у насељу је живело 5969 становника. Насеље се налази на надморској висини од 268 м.

## Становништво
Према резултатима пописа становништва 2011. у општини је живело 6.101 становника.
| 1931. | 1936. | 1951. | 1961. | 1971. | 1981. | 1991. | 2001. | 2011. |
| ----- | ----- | ----- | ----- | ----- | ----- | ----- | ----- | ----- |
| 1.933 | 1.955 | 2.398 | 2.590 | 3.102 | 4.219 | 4.574 | 4.961 | 6.101 |